# Kåpnålskinn
Kåpnålskinn (Tubulicrinis inornatus) är en svampart som först beskrevs av H.S. Jacks. & D.P. Rogers, och fick sitt nu gällande namn av Donk 1956. Kåpnålskinn ingår i släktet stiftskinn och familjen Tubulicrinaceae.  Arten är reproducerande i Sverige. Inga underarter finns listade i Catalogue of Life.